# Louis Capdevielle

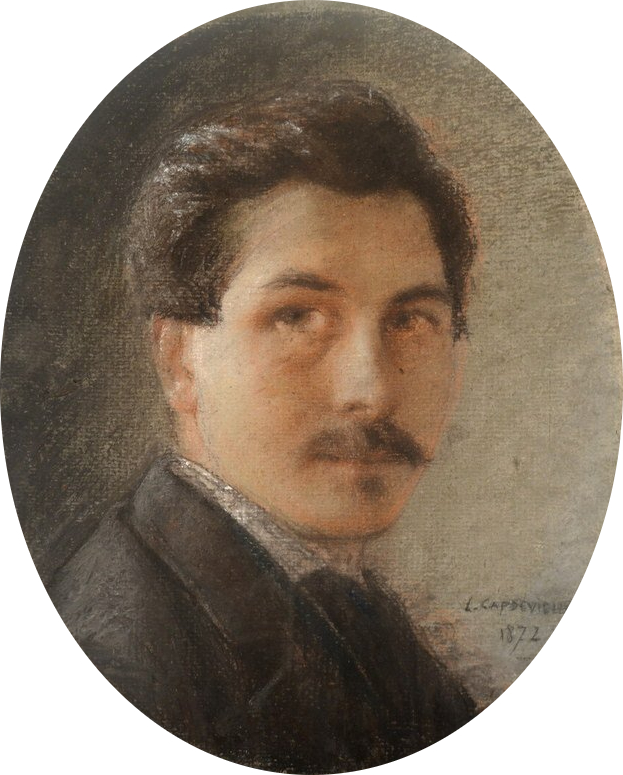
Selbstporträt, 1872

Louis Antoine Capdevielle (* 9. Mai 1849 in Lourdes, Département Hautes-Pyrénées; † 27. Juli 1905 ebenda) war ein französischer Maler.

## Leben
Capdevielle erfuhr seinen ersten künstlerischen Unterricht in seiner Heimatstadt im Atelier des Malerls Couthouly. Mit 19 Jahren ging er nach Paris an die École des Beaux-Arts und wurde dort erst Schüler des Bildhauers Aimé Millet. Während des Deutsch-Französischen Kriegs unterbrach Capdevielle seine Ausbildung und meldete sich zur Armee.
Zwischen September 1870 und März 1871 kämpfte als Soldat des 54. Infanterie-Regiments in der Loirearmee. Anschließend kehrte er wieder nach Paris zurück und wurde an der École des Beaux-Arts Schüler u. a. von Alexandre Cabanel und Léon Bonnat. 1873 heiratete er in Paris Marie Hortense Genonceau und hatte mit ihr zwei Töchter, Anna (* 1874) und Jeanne (* 1875).
Mit Unterstützung von Alexandre Cabanel wurde Capdevielle schon bald zu den großen Ausstellungen des Salon de Paris zugelassen. Auf der Jahresausstellung 1874 wurde sein Werk „Hiob“ lobend erwähnt.
1878 starb seine Ehefrau im Alter von 25 Jahren. Nach zwei Jahren heiratete Capdevielle im Sommer 1880 Lucie Raoul und hatte mit ihr zwei Söhne, Raoul (* 1880) und Henri (* 1885).

## Werke (Auswahl)
- Job. 1874.
- Le pèle-porc. 1877.
- Femme plumant un poulet. 1877.
- Le réserviste. 1877.
- Les petites filles et le polichinelle. 1878.
- Les deux fillettes et les fleurs. 1881.
- Le mendiant. 1888.
- Vieil homme. 1886.
- Un miracle à la grotte de Lourdes. 1887.
- L'idiot. 1889.